# Noirmoutier-en-l’Île
Noirmoutier-en-l’Île település Franciaországban, Vendée megyében, a Noirmoutier-szigeten. Lakosainak száma 4502 fő (2022. január 1.). Noirmoutier-en-l’Île L’Épine községgel határos.

## Története

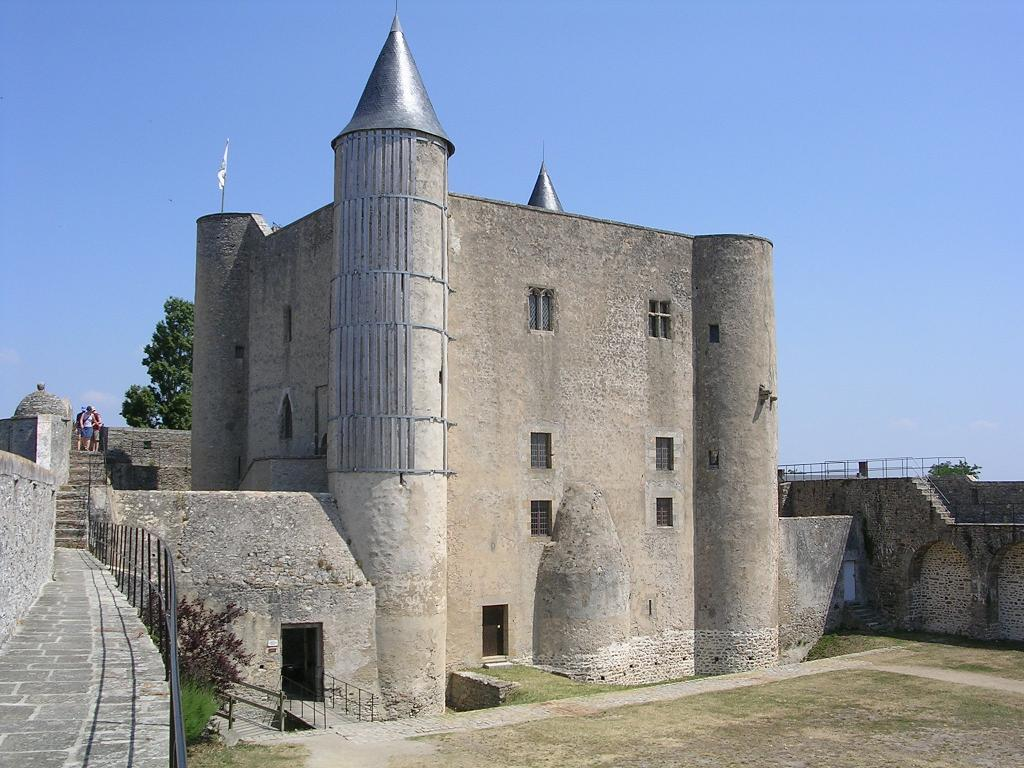
A noirmoutier-i vár

Az itteni erődítményben – a noirmoutier-i várban – az első világháború alatt internáló tábor működött. Kuncz Aladár Fekete kolostor c. regényében ír itt töltött éveiről.

## Népesség
A település népességének változása:
| Lakosok száma | 4587 | 4666 | 4766 | 4668 | 4614 | 4550 | 4486 | 4485 | 4502 |
|               | 2013 | 2015 | 2016 | 2017 | 2018 | 2019 | 2020 | 2021 | 2022 |